# 't Pompje

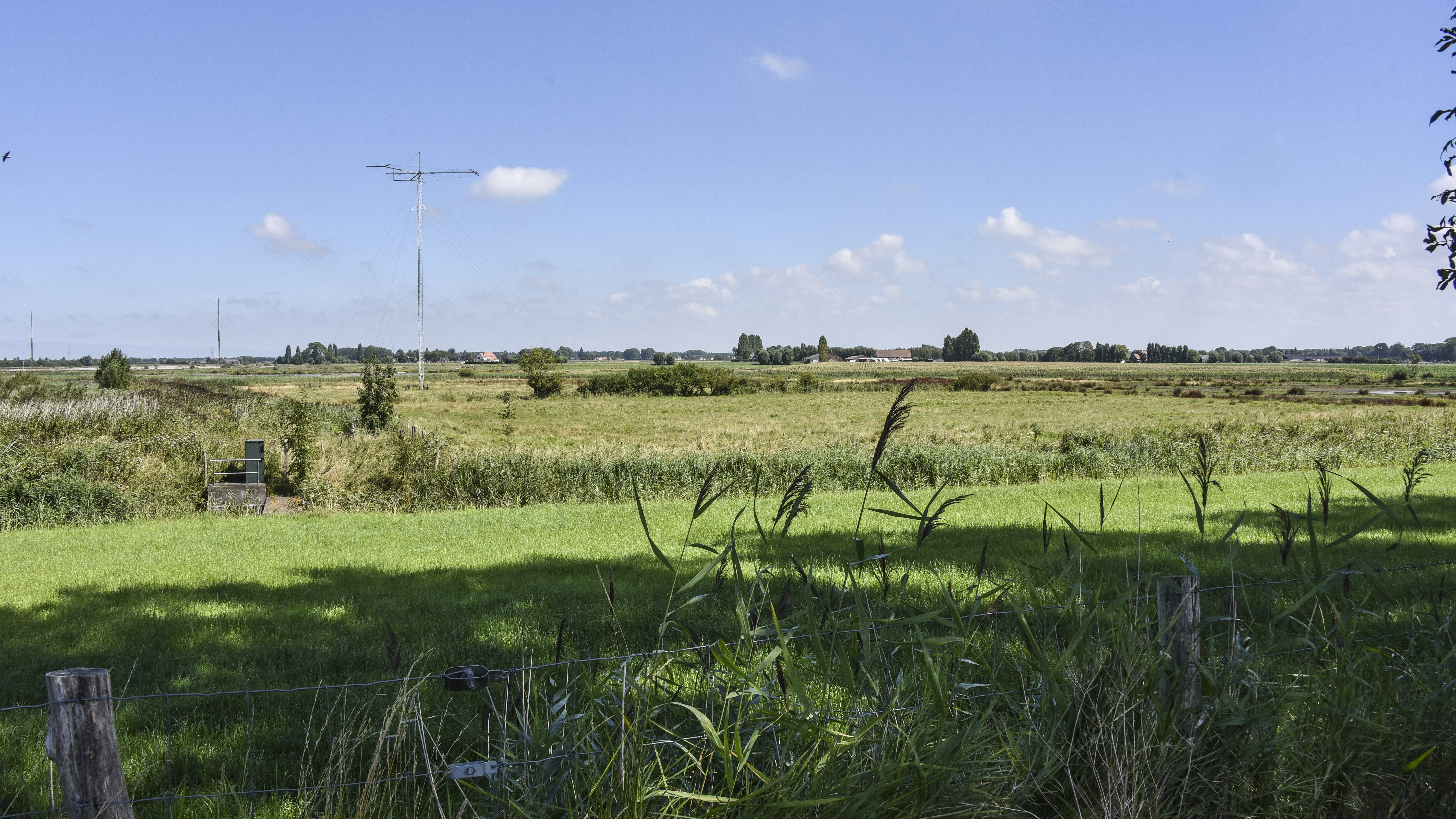
't Pompje

 't Pompje is een natuurgebied in West-Vlaamse plaats Oudenburg, ten noorden van het centrum. De naam is een verbastering van 't pontje, dat vroeger over het Kanaal Brugge-Oostende voer.

## Geschiedenis
Eind 19e eeuw werd in dit gebied klei gewonnen en na de Eerste Wereldoorlog kwam de Steenbakkerij van de Kust hier baksteen produceren. In 1961 werd een radiostation van de Radio Maritieme Diensten opgericht en in 2001 werd het radiostation overgedragen aan het ministerie van Landsverdediging. Het 100 ha grote terrein kwam in beheer bij het Agentschap voor Natuur en Bos.

## Gebied
Van 2008-2009 werd het gebied, dat relatief laaggelegen is, ingericht als natuurgebied, met 68 ha zilt grasland, 4 ha poldergrasland en 10 ha rietmoeras, waar onder meer de roerdomp broedt. In 2014-2015 werden ook afgravingswerken verricht op de wat hoger gelegen gronden.
De aanleg was een compensatie voor de uitbreiding van de haven van Zeebrugge.

## Fauna en Flora

### Fauna
Vogels
zeearend, kolgans, kievit, goudplevier 
Vogels die er broeden zijn: bergeend, blauwborst, rietzanger, roerdomp, baardmannetje, grutto, steltkluut, kluut, tureluur, slobeend en zomertaling.

### Flora
Op de zilte graslanden vindt men zoutminnende planten als: zilte rus, stomp kweldergras, zeekraal,  melkkruid en zeeaster. 